# Schron z Kijem

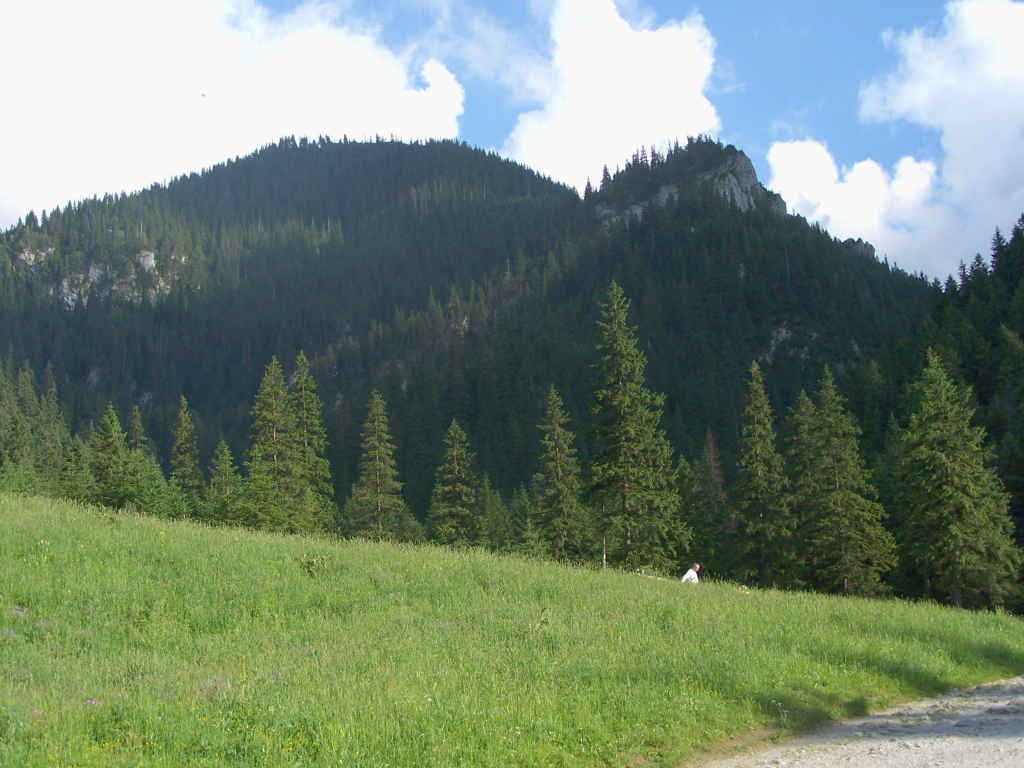
Zbójnicka Turnia

Schron z Kijem (Okap z Półką) – jaskinia, a właściwie schronisko, w Dolinie Kościeliskiej w Tatrach Zachodnich. Wejście do niej położone jest w Zbójnickiej Turni, poniżej Wyżniego Zbójnickiego Przechodu, na wysokości 1250 m n.p.m. Długość jaskini wynosi 10 metrów, a jej deniwelacja 7 metrów.

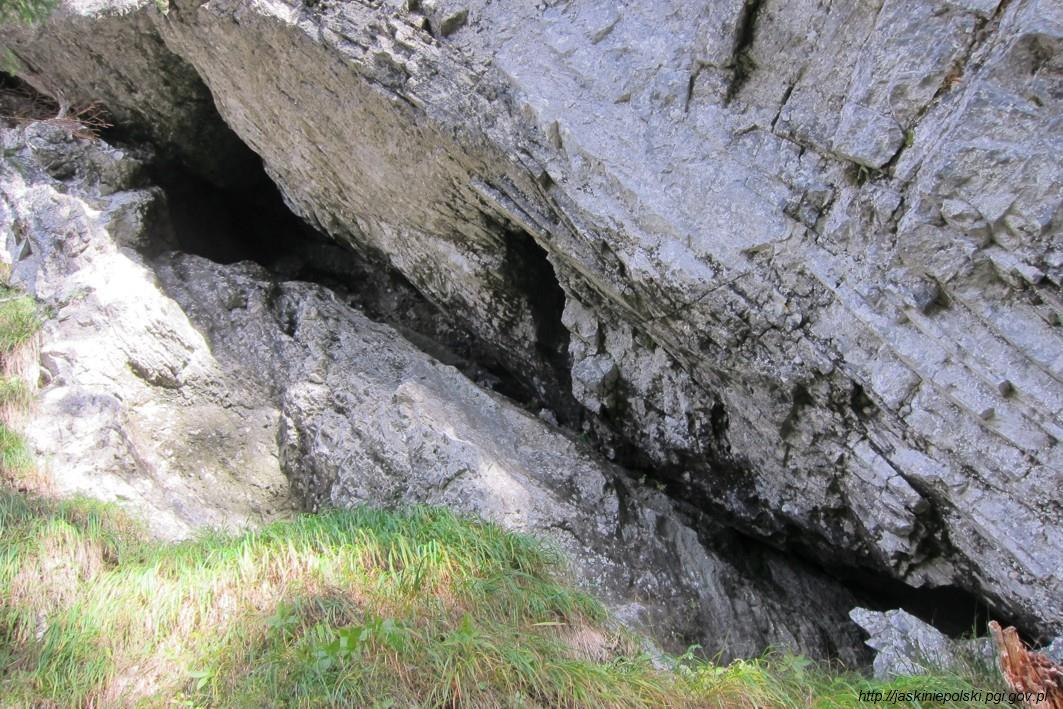
Otwór jaskini

## Opis jaskini
Jaskinię tworzą dwie nyże zaczynające się zaraz za dużym otworem wejściowym. Z lewej nyży odchodzi krótki korytarzyk.

## Przyroda
W jaskini brak jest nacieków i roślinności.

## Historia odkryć
Jaskinia była prawdopodobnie znana od dawna. Jej pierwszy plan i opis sporządzili F. Filar i K. Zaczyński w 2005 roku.